# Sergio Goretti
Sergio Goretti (Città di Castello, 2 aprile 1929 – Assisi, 22 giugno 2012) è stato un vescovo cattolico italiano.

## Biografia
Nacque da una famiglia di umili origini nella frazione tifernate di Riosecco. Dopo aver frequentato gli studi nel seminario della sua città e nel Pontificio seminario regionale umbro, passò al Pontificio seminario romano, laureandosi in teologia.
Fu ordinato presbitero il 5 aprile 1953 nella Basilica Cattedrale di Città di Castello, per breve tempo ricoperse l'incarico di vice-parroco e di insegnante di Religione nella sua diocesi, poi nel 1955 fu richiamato a Roma al servizio della Santa Sede, svolgendo varie funzioni presso la Sacra Congregazione del Clero e fungendo anche da segretario privato del prefetto, cardinale Pietro Ciriaci. Fu giudice nel Tribunale regionale del Lazio, insegnante presso la Pontificia Università Salesiana, collaboratore di varie riviste e periodici.
Fu nominato vescovo di Assisi e di Nocera Umbra e Gualdo Tadino il 14 dicembre 1980. Il 6 gennaio dell'anno successivo ricevette l'ordinazione episcopale dal papa Giovanni Paolo II nella Basilica di San Pietro in Vaticano a Roma.
L'8 febbraio 1981 prese possesso canonico della diocesi di Assisi e, il giorno successivo, della diocesi di Nocera Umbra e Gualdo Tadino.
Il 30 settembre 1986, in seguito all'unione delle due diocesi, assunse la guida pastorale della nuova diocesi di Assisi-Nocera Umbra-Gualdo Tadino, che guidò fino al 19 novembre 2005.
Per alcuni anni fu segretario della Commissione per la Dottrina della Fede e la Catechesi; fu nominato dal Papa membro del Pontificio consiglio per il dialogo interreligioso, dal 1992 al 1997; fu presidente del Segretariato della Conferenza Episcopale Italiana per l'Ecumenismo e il Dialogo, dal 1990 al 1995; fu membro del Consiglio permanente della CEI, dal 1990 al 2005; fu presidente della Conferenza Episcopale Umbra, dal 1996 al 2005.
Negli anni novanta incoraggiò l'apertura quotidiana degli antichi spazi espositivi del Museo della Cattedrale, ed incentivò la costruzione di una nuova sede più importante e decorosa per conservare le opere, dando così l'avvio ad un grande progetto museografico, che condusse nel 2006 all'apertura del nuovo Museo diocesano e cripta di San Rufino di Assisi.
Durante il suo episcopato si consolidò la vocazione universale di Assisi come "città della pace", consacrata definitivamente da Giovanni Paolo II, che la visitò per ben sei volte, celebrandovi nel 1986 (27 ottobre) e nel 2001 gli incontri con i rappresentanti di tutte le religioni del mondo.
Divenne vescovo emerito l'11 febbraio 2006.
Spirò il 22 giugno 2012 ad Assisi all'età di 83 anni. Il rito funebre si tenne il 25 giugno nella cattedrale di Assisi.

## Genealogia episcopale
La genealogia episcopale è:
- Cardinale Scipione Rebiba
- Cardinale Giulio Antonio Santori
- Cardinale Girolamo Bernerio, O.P.
- Arcivescovo Galeazzo Sanvitale
- Cardinale Ludovico Ludovisi
- Cardinale Luigi Caetani
- Cardinale Ulderico Carpegna
- Cardinale Paluzzo Paluzzi Altieri degli Albertoni
- Papa Benedetto XIII
- Papa Benedetto XIV
- Papa Clemente XIII
- Cardinale Enrico Benedetto Stuart
- Papa Leone XII
- Cardinale Chiarissimo Falconieri Mellini
- Cardinale Camillo Di Pietro
- Cardinale Mieczysław Halka Ledóchowski
- Cardinale Jan Maurycy Paweł Puzyna de Kosielsko
- Arcivescovo Józef Bilczewski
- Arcivescovo Bolesław Twardowski
- Arcivescovo Eugeniusz Baziak
- Papa Giovanni Paolo II
- Vescovo Sergio Goretti